# 五鹿山臨時乘降場

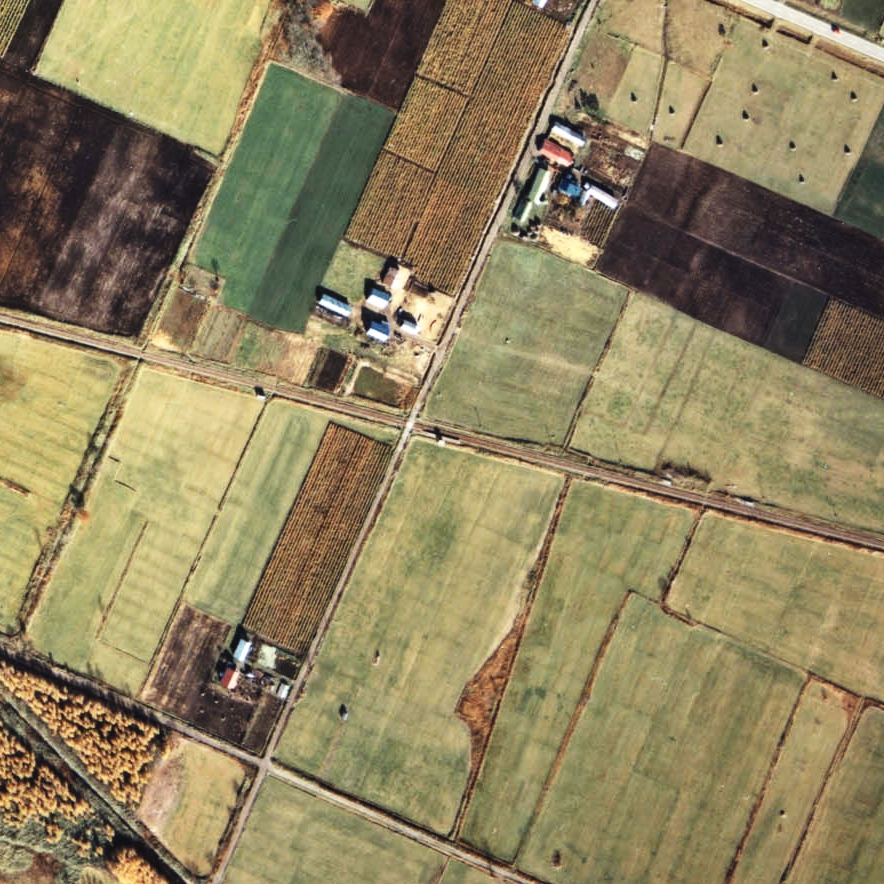
1977年的五鹿山臨時乘降場與方圓約500米範圍。右邊是網走方向。周邊是一處設有一些住宅的田園地帶。距離車站南邊500米處設有五鹿山的登山口。從該處可前往海拔125.5米的五鹿山公園，該處為賞櫻勝地。

五鹿山臨時乘降場（日语：／ Gokazan karijōkō-ba */?）是位於北海道紋別郡上湧別町北兵村，日本國有鐵道（國鐵）的湧網線臨時乘降場（廢站）。隨著湧網線廢線，臨時乘降場在1987年（昭和62年）3月20日廢除。
部分普通列車通過此站，截至1986年（昭和61年）3月3日時間表修正，下行3班和上行5班列車通過此站。

## 歷史
- 1958年（昭和33年）7月1日 - 日本國有鐵道湧網線五鹿山臨時乘降場（局（日语：鉄道管理局）設定）啟用[1]。
- 1987年（昭和62年）3月20日 - 湧網線全線廢除，此站也廢除[1]。

### 站名的由來
臨時乘降場的車站取自附近的山峰名稱。

## 車站構造
截至車站廢除前，車站是一座地面車站，設有1面1線的單式月台。在廢除前，此站為臨時乘降場，因此為無人車站。

## 車站周邊
- 國道238號（日语：国道238号）（鄂霍次克國道）[4]
- 國道242號（日语：国道242号）（置戶國道）[4]
- 五鹿山公園 - 該處設置了旅遊列車[5]。
- 町營五鹿山滑雪場

## 現況
截至2011年（平成23年），此臨時乘降場的所有設施均已經全部撤走，沒有痕蹟。同時，此臨時乘降場附近的路軌遺址重新鋪裝為道路。

## 相鄰車站
日本國有鐵道
湧網線 
中湧別－五鹿山臨時乘降場－福島臨時乘降場－芭露

## 注腳
1. 1 2 3 4  石野哲（編）. . JTB. 1998: 914–915. ISBN 978-4-533-02980-6 （日语）.
2. ↑  太田幸夫. . 富士Comtem. 2004-2: 216. ISBN 978-4893915498 （日语）.
3. ↑  太田幸夫. . 富士Comtem. 2004-2: 168. ISBN 978-4893915498 （日语）.
4. 1 2  . 地勢堂. 1980-3: 19 （日语）.
5. ↑  . 湧別町.   [2012-11-06]. （原始内容存档于2020-01-09） （日语）.
6. 1 2  本久公洋. . 北海道新聞社. 2011-9: 98. ISBN 978-4894536128 （日语）.